# Аканамэ
Аканамэ (яп. 垢嘗) — банный дух из японского фольклора. Буквально в переводе с японского его наименование означает «слизывающий грязь», но в устном произношении также созвучно выражению «красная грязь». По этой причине аканамэ иногда описывается краснолицым или краснокожим.
Аканамэ является олицетворением страха, могущего посетить суеверного человека в тёмном нежилом помещении поздней ночью. По поверьям, этот дух выходит ночами, чтобы слизывать грязь скопившуюся в публичных банях, ванных комнатах в немытых баках и ушатах. Если принять ванну после того как её вылизал аканамэ, то это чревато каким-нибудь заболеванием: таким образом в образе аканамэ отразилось наблюдение народа, что пренебрежение правилами гигиены пагубно отражается на здоровье.
Аканамэ впервые изображается на рисунке Ториямы Сэкиэна 1776 года — «Ночной парад ста духов», вероятно изображение основано на рассказе из сборника «Кокон-хяку-моногатари Хёбан».